# Mets–Willets Point (línea Flushing)
 Mets–Wilets Point es una estación en la línea Flushing del Metro de Nueva York de la división B del Brooklyn–Manhattan Transit Corporation (BMT). La estación se encuentra localizada en Willets Point, Queens entre la Calle 116 y la Avenida Roosevelt. La estación es servida por los trenes del servicio . Las horas más transitadas de esta estación ocurren durante los partidos de los Mets en Citi Field (Shea Stadium desde 1964–2008), localizada en el sentido norte de la estación, y durante los eventos del USTA National Tennis Center, en el sentido sur.